# 蒙蒂尼莱孔代
蒙蒂尼莱孔代（法語：Montigny-lès-Condé，法語發音：[mɔ̃tiɲi lɛ kɔ̃de]，意为“孔代附近的蒙蒂尼”）是法国上法兰西大区埃纳省的一个市镇，属于蒂耶里堡区。

## 地理
蒙蒂尼莱孔代（48°59'10"N, 3°34'2"E）面积4.77 平方千米，位于法国上法蘭西大區埃纳省，该省份为法国北部内陆省份，北起北部省，西接索姆省和瓦兹省，东临阿登省和马恩省，西南至塞纳-马恩省，东北部与比利时接壤。
与蒙蒂尼莱孔代接壤的市镇（或旧市镇、城区）包括：布里地区孔代、库尔班、蒙勒翁、帕尔尼拉迪斯、香槟谷村。

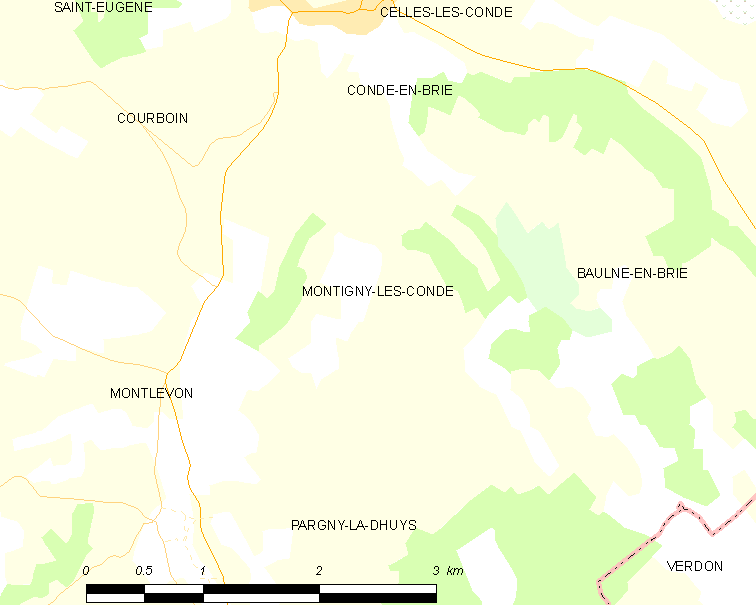
蒙蒂尼莱孔代的OSM定位图

蒙蒂尼莱孔代的时区为UTC+01:00、UTC+02:00（夏令时）。

## 行政
蒙蒂尼莱孔代的邮政编码为02330，INSEE市镇编码为02515。

## 政治
蒙蒂尼莱孔代所属的省级选区为马恩河畔埃索姆县。

## 人口

1962-2008年间蒙蒂尼莱孔代人口变化图示

蒙蒂尼莱孔代于2022年1月1日时的人口数量为50人。